# Романовичі
Рома́новичі — руський князівський рід XIII—XIV ст., правителі Галицько-Волинського князівства (Руського королівства). Бічна гілка Волинських Мономаховичів з династії Рюриковичів. Походить від володимирського князя Романа Мстиславича, який 1199 року створив Галицько-Волинське князівство. Його сини Данило і Василько відновили політичну єдність цього князівства (1219—1238), воювали проти монголів (1241), розгромили опозицію та угорсько-польських інтервентів (1245). 1253 року Данило отримав від папи Іннокентія IV королівський титул, який згодом носив його внук, Юрій І Львович. Мали династичні зв'язки із Візантією, Угорщиною, Польщею, Чехією, Болгарією, Литвою; боролись за польські та австрійські трони. По чоловічій лінії вигасли 1325 року. Спадок основної гілки Романовичів перейшов до П'ястів і Гедиміновичів. Продовжувачами роду були князі Острозькі, нащадки Василька Романовича, онука короля Данила.

## Герб
Лев Данилович, як і інші представники династії Романовичів впродовж ХІІІ ст., уживав геральдичний знак у вигляді спрощеного тризуба. Його зображення уживано на зброї та іншому військовому спорядженні, печатках і стягах. Інформація про нього є також у найдавніших західноєвропейських гербовниках.
З XIV ст. Романовичі використовували за герб зображення здибленого лева, що з часом став символом Руського королівства і Руської землі.

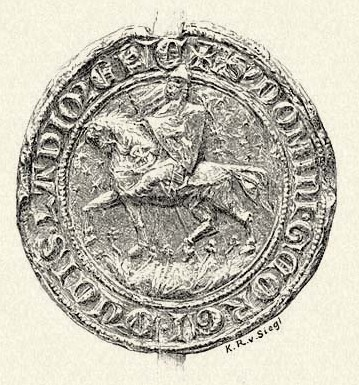
Печатка Юрія І XIV ст.
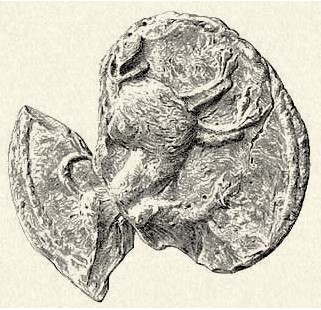
Печатка Лева ІІ XIV ст.
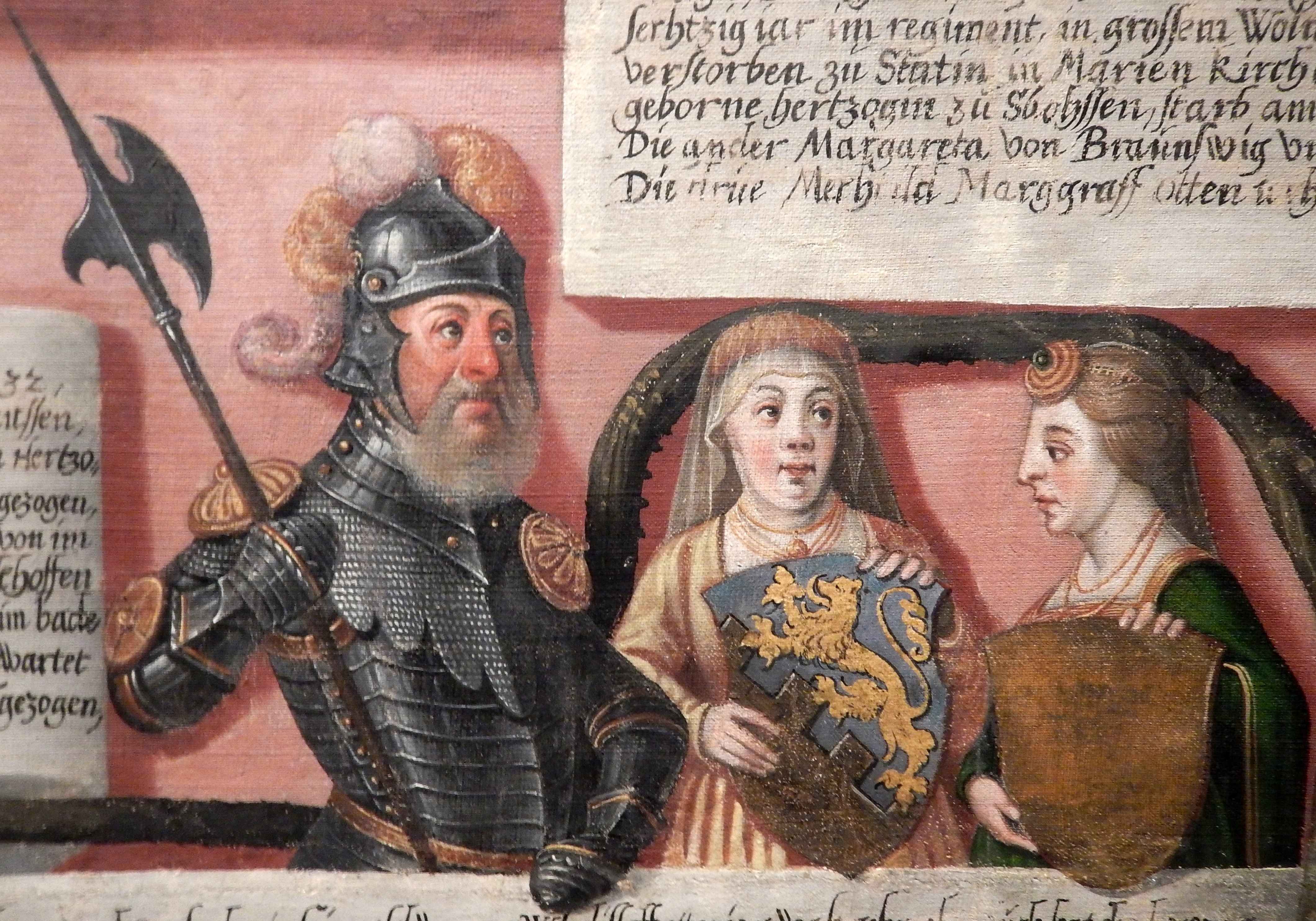
Святополк ІІ і Саломея XVI ст.
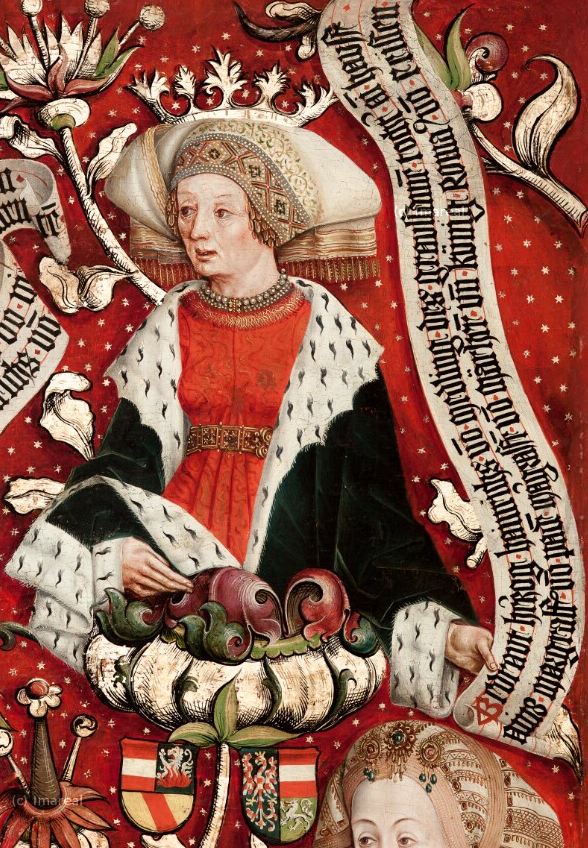
Гертруда, дружина Романа Даниловича XV ст.

## Генеалогія
- Роман Мстиславич (1152 — 1205) —  князь новгородський (1168—1170), володимирський (1170—1187, з 1188), галицький (1188, 1199—1205), великий князь київвський (1201, 1204)
  - Феодора Романівна (? — після 1200) — у 1187 р. видана за Василька, внука Ярослава Осмомисла, сина Володимира Ярославича від попаді. У 1188 р. останній розлучився з нею на вимогу свого батька через претензії Романа на галицький престол.
  - Олена Романівна (? — після 1241) — дружина чернігівського князя Михайла Всеволодовича з бл. 1188—1190 рр.
  - Данило Романович (1201 — 1264) — князь галицький (1205—1206, 1211—1212, 1230—1232, 1233—1234, 1238—1264 рр.), володимирський (1205—1208, 1215—1238 рр.), великий князь київський (зима 1239/1240 — 6 грудня 1240), галицько-волинський (1238—1264, Король Русі з 1253 р.).
    - Іраклій Данилович (1223 — 1240) — загинув молодим на полюванні.
    - Лев І Данилович (1228 — бл. 1301) — князь перемишльський (бл. 1240—1269), белзький (після 1245—1269) і галицький (1264—бл. 1301), претендував на литовську (1269) та польську (1289) спадщину, 
      - Юрій І Львович (1252 — 1308/1315) — князь белзький (бл. 1269 — 1301 рр.), і князь володимирський (1301 — 1308 рр.), Король Русі (бл. 1301 — 1308/1315). У 1282 р. одружився з дочкою тверського князя Ярослава Ярославича († бл. 1286 р.). У 1287 р. одружився вдруге з Євфимією, дочкою куявського князя Казимира Конрадовича († 1308 р.)
        - Михайло Юрійович (1283 — 1286)
        - Андрій І Юрійович (бл. 1289 — 1323) — князь галицький і володимирський (1308/1315—1323 рр.). 
        - Лев ІІ Юрійович (? — 1323) — Князь луцький (1308/1315—1323 рр.).
        - Марія Юріївна (до 1393 — 1341) — бл.1301 р. видана за сохачевського і черського князя Тройдена.
          - Юрій ІІ Болеслав Тройденович (? — 1340) — Син Тройдена Мазовецького і Марії Юріївни. Останній князь обєднаної Галицько-Волинської Русі (бл.1325 — 1340). Бл. 1331 р. одружився з дочкою великого князя литовського, Гедиміна, Офкою (Бушою)

      - Святослава Львівна (? — 1302) — прийняла постриг в монастирі кларисок у Старому Сончі.
      - Анастасія Львівна (? — 12 березня 1335) — перед 1301 р. видана за добжинського князя Земовита († 1306 р.). При своїх синах Лешку (1302—1316 рр.), Владиславі (1303—1352/1357 рр.), Казимиру (1304—1316 рр.) і Болеславі (1305—1326/1329 рр.) була регеншею.

    - Переяслава Данилівна (? —1283) — 1248 р. була видана за мазовецького князя Земовита І
    - N дочка
    - Софія Данилівна — у 1259 р. видана за графа Генріха V Бланкенбург-Шварцбурга († 1285 р.)
    - Роман Данилович (1230 — 1261) — герцог Австрії (1252—1254 рр.), князь новогрудський (1251—1256 ?рр.) 1252 р. одружився з Гертрудою Бабенберг, племінницею останнього австрійського герцога з династії Бабенбергів Фрідріха II. Бл. 1255 р. одружився з Оленою, дочкою волковиського князя Гліба.
      - Марія Романівна — Видана за загребського бана Стефана IV
      - Василько Романович (Слонімський) — князь слонімський; за однією із версій був сином Романа Даниловича і батьком князя Данила Острозького. Див. Острозькі

    - Мстислав Данилович (? — бл. 1292) — князь луцький (1264 — після 1292 рр.) і володимирський (1288 — після 1292 рр.). Бл. 1253 р. одружився з дочкою половецького хана Тейгака.
      - Данило Мстиславич

    - Шварно Данилович (бл. 1236 — 1269) — князь холмський (1264—1269), великий князь литовський (1267—1269)

  - Василько Романович (1203 — 1269) — князь белзький (1207-1211 рр.), берестейський (1208-1210,1219-1228 рр.), перемильський (1209-1219 рр.), пересопницький (1225-1229 рр.), луцький (1229-1238 рр.) і волинський (1238—1269 рр.). Першою його дружиною з 1226 р. була дочка володимиро-суздальського князя Юрія Всеволодовича. Ймовірно до 1247 р. Василько Романович одружився вдруге з дочкою мазовецького князя Конрада Казимировича. Олена, дочка краківського князя Лєшка Білого († 1265 р.), була третьою дружиною волинського князя.
    - Володимир-Іван Василькович (після 1247 — 10 грудня 1288) — князь володимирський (1269—1288), був одружений з Ольгою Романівною, донькою брянського князя Романа Михайловича Старого.
      - Ізяслава Володимирівна — адаптована (прийомна) дочка Володимира Васильковича.

    - Ольга Васильківна (бл. 1247 — після 1288) — У 1259 р. видана за чернігівського князя Андрія Всеволодовича († 1262 р.)

## Родинні зв'язки
- Бабенберги
  - Роман (бл. 1230—бл. 1261), князь новогрудський (1251—1256), холмський (?—1261), герцог австрійський (1252—1254) ∞ Гертруда (1226/1228—1288), австрійська герцогиня, донька медлінського герцога Генріха
- Бабоничі
  - Марія (1253/1254—?) ∞ Стефан IV, загребський бан
- Гедиміновичі
  - Євфимія (?—до 1349) ∞ Любарт, луцький князь
- П'ясти
  - Анастасія (?—1335) ∞ Земовит, добжинський князь
  - Переяслава (?—1283) ∞ Земовит І, мазовецький князь
  - Марія (до 1293—1341) ∞ Тройден, черський князь
- Рюриковичі. Ольговичі
  - Олена (?—після 1241) ∞ Михайло, князь чернігівський
- Рюриковичі. Ростиславичі
  - Федора (?—після 1200) ∞ Василько, галицький княжич-бастрад
- Рюриковичі.
  - Марія (?—?) ∞ Ярослав, турівський князь
- Рюриковичі. Юрійовичі
- Собіславичі
  - Саломея (бл. 1204/1205—1235) ∞ Святополк II, східнопомеранський князь
- Шварцбурги
  - Софія (?—?) ∞ Генріх V, шварцбурзький граф

### Монографії
- Войтович Л. 3.15. Волинська гілка Мономаховичів. Болохівські князі. Острозькі. Заславські. //  Князівські династії Східної Європи (кінець IX — початок XVI ст.). Львів: Інститут українознавства, 2000.
- Войтович Л. Княжа доба: портрети еліти . — Біла Церква, 2006.
- Dąbrowski, D. Rodowód Romanowiczów książąt halicko-wołyńskich. Poznań-Wrocław, 2002.

### Статті
- Dąbrowski, D. Romanowicze w rocznikach polskich // До джерел. Збірник наукових праць на пошану Олега Купчинського з нагоди його 70-річчя. Т.1. Львів, 2004, С. 487—497.

### Довідники
- Енциклопедія українознавства : Словникова частина : [в 11 т.] / Наукове товариство імені Шевченка ; гол. ред. проф., д-р Володимир Кубійович. — Париж — Нью-Йорк : Молоде життя, 1955—1995. — ISBN 5-7707-4049-3.
- Котляр М. Ф. Романовичі // Енциклопедія історії України : у 10 т. / редкол.: В. А. Смолій (голова) та ін. ; Інститут історії України НАН України. — К. : Наукова думка, 2012. — Т. 9 : Прил — С. — С. 282. — ISBN 978-966-00-1290-5.